# Lucas Gassel
Lucas Gassel (Helmond, ca. 1490–Bruselas, 1568) fue un pintor flamenco y dibujante de la época manierista, muy conocido en los Países Bajos, pero pocas de sus obras han sobrevivido.
Según Karel van Mander fue un pintor de paisajes muy admirado por el humanista Dominicus Lampsonius, que también fue su amigo.
Según el RKD dejó su ciudad natal hacia 1520 y se instaló en Amberes. Posteriormente se trasladó a Bruselas, donde murió.
Comenzó su carrera como pintor en Amberes probablemente entre el 1520 y 1530; en sus inicios trabajó para otros artistas en la creación de fondos con paisajes. La última imagen conocida del pintor data de 1568.
Sus obras muestran principalmente temas bíblicos en un marco de paisajes rocosos, en su mayoría montañosos.
Entre su trabajo, además de otro tipo de paisajes, destacan las panorámicas de ciudades y las escenas con arquitectura. Su estilo es similar al de Joaquín Patinir y Herri Met de Bles.
Una de sus obras más conocidas, San Jerónimo penitente, se caracteriza por la minuciosidad en los jardines y la complejidad de detalle que se aprecia en el monasterio que ilustra el fondo de la pintura. En primer plano podemos ver la figura semidesnuda de San Jerónimo, de rodillas frente a un crucifijo, lo cual deja en claro que realiza su penitencia en soledad. Los atributos habituales en las imágenes del santo, como sombrero, ropa de cardenal y el león, se distribuyen alrededor de la imagen.

## Obras

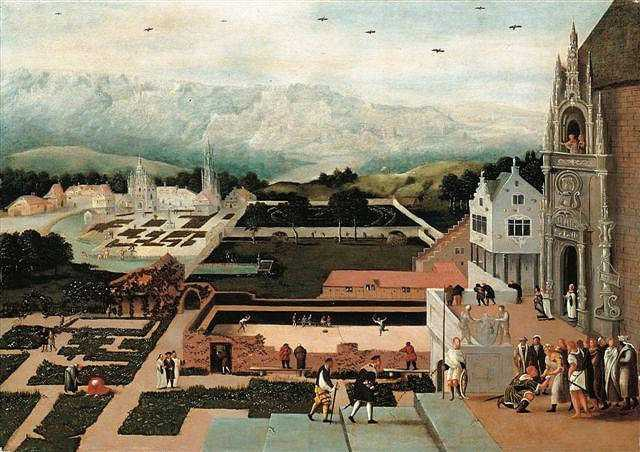
David y Betsabé
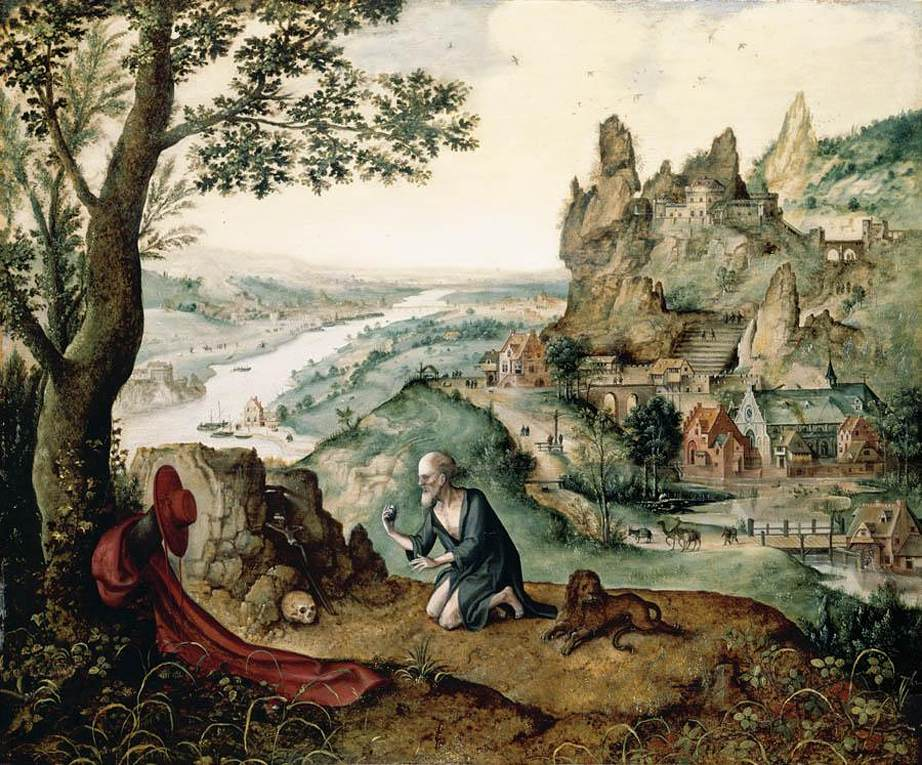
San Jerónimo penitente
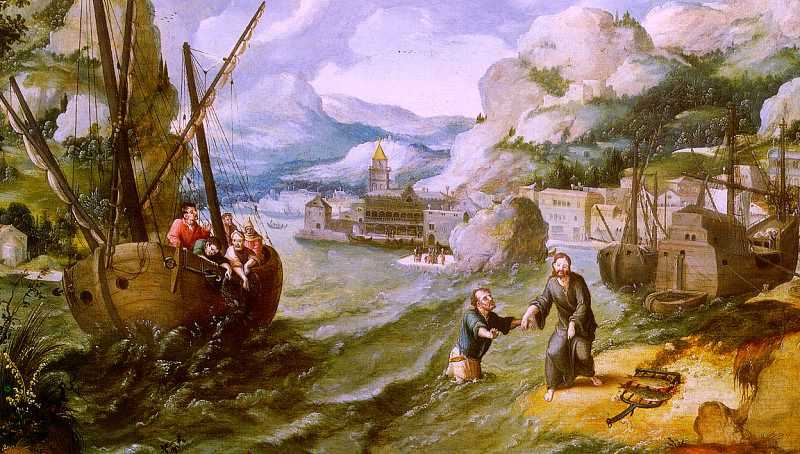
Cristo con San Pedro y sus discípulos en el mar de Galilea
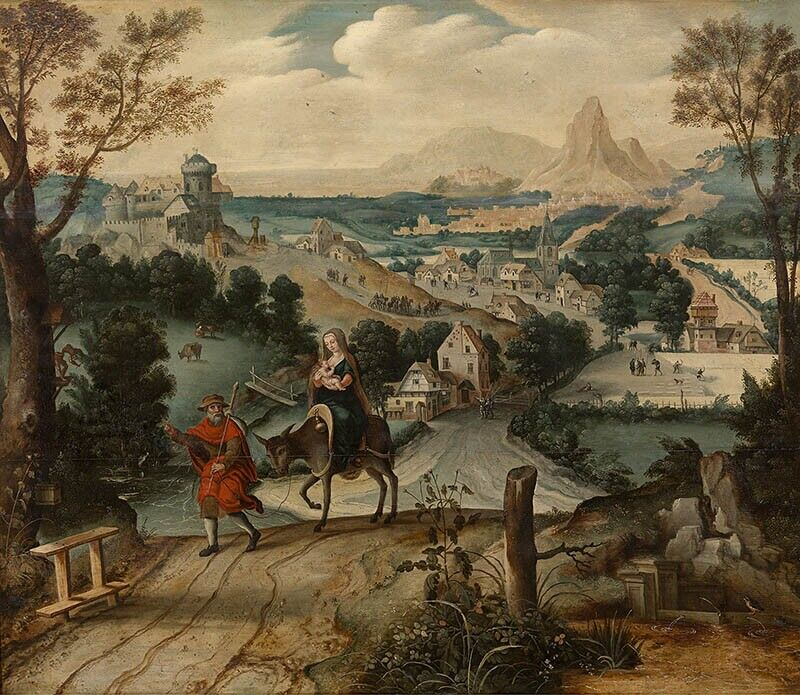
Huida a Egipto
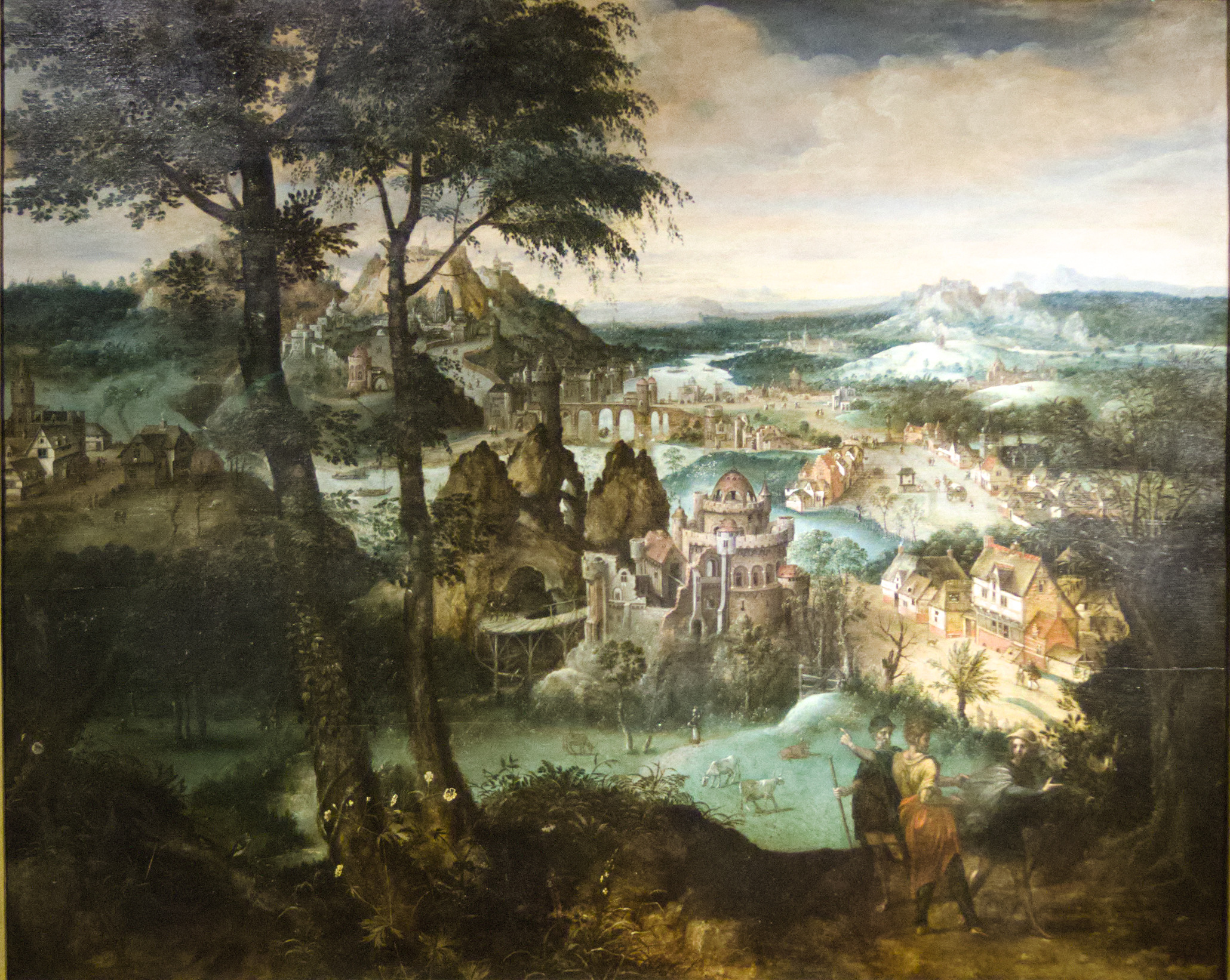
Paisaje con los Peregrinos de Emaús